# Momina jezik
Momina jezik (ISO 639-3: mmb), jedan od dva jezika porodice somahai, nekad dio transnovogvinejske porodice. Govori ga oko 200 ljudi iz plemena Momina (1998 M. Donohue) na indonezijskom dijelu Nove Gvineje (Irian Jaya) u selu Samboka.
Govore jezikom srodnim jeziku momuna [mqf] kojim govore pripadnici plemena Somahai s rijeke Bim.

## Vanjske poveznice
- Ethnologue (14th)
- Ethnologue (15th)